# Rudtjärnen (Sidensjö socken, Ångermanland)
Rudtjärnen är en sjö i Örnsköldsviks kommun i Ångermanland och ingår i Nätraåns huvudavrinningsområde.